# Tatort: Rechnen Sie mit dem Schlimmsten
Rechnen Sie mit dem Schlimmsten ist die 21. Folge der ARD-Krimireihe Tatort. Die vom Norddeutschen Rundfunk unter Regie von Peter Schulze-Rohr produzierte Episode wurde erstmals am 24. September 1972 ausgestrahlt und erreichte 64,00 Prozent der Zuschauer. Es war der insgesamt fünfte Fall für Hauptkommissar Paul Trimmel. Die Kostüme stammen von Dore Clemens und die Maske verantwortete Karin Patschke.

## Handlung
Dr. Tonndorf, der Leiter eines Hamburger Rechenzentrums, das unter anderem auch Spender und Empfänger für Nierentransplantationen in seinen Computern hat und Empfänger für Spendernieren auswählt, wird, als er eines Sonntags arbeitet, an seinem Arbeitsplatz erschossen. Der Pförtner findet die Leiche, hat aber den Täter weder kommen noch gehen sehen. Seine Assistentin, Jill Biegler, war auch an diesem Tag kurz im Büro, hatte aber das Gebäude kurz vor dem Mord verlassen, wie auch der Pförtner bestätigen kann. Sie sagt aus, dass sie an Tonndorf interessiert gewesen, dieser aber homosexuell und deshalb nicht interessiert gewesen sei. Auch Feinde von Tonndorf seien ihr nicht bekannt.
Kurz darauf bricht ein Unbekannter in die Wohnung von Biegler ein und dreht den Gashahn vom Badeofen auf, um sie im Schlaf zu töten. Der Versuch war allerdings nicht geeignet, Biegler zu töten. Als sie wieder zu Bewusstsein kommt, rät sie Trimmel, sich vom Computer Daten über Professor Lachnitz zu informieren, der Nierenentnahmen bei frisch Verstorbenen durchführt. Bei der Befragung von Lachnitz ergeben sich allerdings keine Verdachtsmomente. Auf der Rückfahrt von Lachnitz erleidet Trimmel einen Verkehrsunfall, bei dem er leicht verletzt wird. Offensichtlich wurde die Lenkung des Wagens manipuliert.
Helena Biegler, die Schwester von Jill, ist nierenkrank und Dialyse-Patientin. Sie braucht dringend eine Spenderniere, Jill war mit Professor Tonndorf ins Bett gegangen, damit dieser sie bei der Spendersuche bevorzugt. Bei der Durchsicht der Computerdaten im Rechenzentrum erfährt Trimmel von Jills Schwester und äußert den Verdacht, dass Jill Tonndorf umgebracht haben könnte, weil dieser seiner Schwester keine Spenderniere besorgt habe. Jill könnte sich mithilfe ihrer Schwester ein Alibi verschafft haben.
Unterdessen hat Prof. Becker, der mit Tonndorf in engem Kontakt stand, einen Patienten in München, den Millionär Munck, der dringend eine Spenderniere benötigt. Ein Freund von ihm hatte von Prof. Becker eine neue Niere gegen Zahlung von einer halben Million D-Mark erhalten. Munck bietet eine volle Million, doch Prof. Becker erzählt ihm, dass sein Lieferant verstorben und es ihm daher nicht möglich sei, Munck eine neue Niere zu besorgen.
Unterdessen ermittelt einer von Trimmels Assistenten, Petersen, Frau Brauer, eine der letzten Spender, denen Lachnitz die Nieren entnommen hat. Brauer hatte ihr Einverständnis zu diesem Eingriff gegeben. Petersen unterstellt Brauer, dass diese der Entnahme zugestimmt hatte, damit ihr Mann noch zwei Tage länger am Leben gehalten wird. Da der Bruder des Verstorbenen ebenfalls im Sterben lag und beide die Erben ihres Vaters, eines steinreichen und hoch betagten Reeders, waren, ergab sich durch die Tatsache, dass ihr Mann seinen Bruder überlebt hat, eine für sie und ihre Kinder günstigere Erbfolge.
Als Trimmels Assistent Laumen Jill Biegler aufsuchen will, stößt er auf deren Freund Berti, der sich seit mehreren Tagen bei ihr vor der Polizei versteckt hält, da er wegen eines Anschlags auf die Hamburger Hochbahn gesucht wird. Dieser sagt aus, dass er Jill über ihre Schwester Helena kennengelernt habe, mit dem Gasanschlag auf Jill habe er nichts zu tun.
Da Jill Trimmel noch immer nichts über ihre Schwester erzählt und behauptet, Berti in einer Disco kennengelernt zu haben, glaubt Trimmel ihr gar nichts mehr. Trimmel sucht Prof. Becker in München auf und konfrontiert ihn mit seinem Verdacht, dass er Tonndorf töten ließ, weil dieser immer größere Forderungen für die Nieren gestellt habe. Trimmel regt sich auf und bricht zusammen, da seine Verletzungen von dem Autounfall offensichtlich doch schwerer waren als vermutet. Prof. Becker ruft einen Kollegen zu Hilfe und veranlasst eine Notoperation. Seinem Kollegen sagt er nur, dass Trimmel sofort nach dem Eintreffen in seinem Büro zusammengebrochen sei. Prof. Becker operiert Trimmel, der eine Gehirnblutung hatte. Becker hat Trimmel nicht sterben lassen.
Prof. Becker verübt gemeinsam mit seiner Frau Selbstmord, während Trimmel sich langsam von der OP erholt. Er wollte damit vermeiden, dass seine illegalen Organbeschaffungen öffentlich werden und er sich dafür verantworten muss. Währenddessen vernehmen Petersen und Laumen Jill Biegler und Berti. Petersen fällt dabei die Ähnlichkeit der Frisuren der beiden auf, so dass er und Laumen testen, ob nicht Berti anstelle von Jill Biegler das Parkhaus des Rechenzentrums verlassen haben könnte. Tatsächlich hält der Pförtner aus der Distanz Berti für Jill Biegler.
Jill bestreitet weiterhin die Tat, aber Berti packt schließlich aus, woraufhin auch Jill ein Geständnis ablegt. Er habe ihr eine Niere für seine Schwester versprochen, aber die Nieren lieber teuer verschoben, als eine zur Lebensrettung von Jills Schwester Helena zur Verfügung zu stellen. Sie fühlte sich ausgenutzt und hintergangen und rächte sich daher an Tonndorf. Zudem erhoffte sie sich die Leitung des Rechenzentrums, so dass sie selbst in der Lage gewesen wäre, ihrer Schwester eine Niere zu besorgen. Der „Anschlag“ auf Trimmel hingegen stellt sich als Pfusch von Trimmels Werkstatt heraus.

## Kritik
Die Kritiker der Fernsehzeitschrift TV Spielfilm geben für diesen Tatort den Daumen nach oben und meinen, der „Autor Friedhelm Werremeier war 1972 mit seinem Thema der Zeit voraus.“ und werten entsprechend dem Titel: „Rechnen Sie besser mit Hochspannung!“.